# Formula 1 – sezona 1952.
| FIA Svjetsko automobilističko prvenstvo 1952. | FIA Svjetsko automobilističko prvenstvo 1952. |
|                                               | Prvak                                         |
| --------------------------------------------- | --------------------------------------------- |
| Vozač                                         | Alberto Ascari (Ferrari)                      |
| Prethodna sezona                              | Sljedeća sezona                               |
| 1951.                                         | 1953.                                         |

Formula 1 – sezona 1952. se danas smatra 3. sezonom u prvenstvu Formule 1, no službeno se natjecanje zvalo Svjetsko automobilističko prvenstvo 1952. i vozilo se u bolidima Formule 2, tako da sezona 1952. u kalendaru Formule 1 ustvari ne postoji. Vozilo se 8 utrka u periodu od 18. svibnja do 7. rujna 1952. godine, a prvak je postao Alberto Ascari u Ferrarijevom bolidu. Ovo je bila prva sezona u Formuli 1 za Mikea Hawthorna i Petera Collinsa.
Ascari je osvojio prvi naslov svjetskog prvaka pobijedivši na 6 od 8 utrka. Talijan nije vozio u Švicarskoj, zbog toga što je nastupao na utrci 500 milja Indianapolisa. Postao je tako prvi Europljanin koji je nastupao na toj utrci kada je ona bila u kalendaru Formule 1. Branitelj naslova Argentinac Juan Manuel Fangio bio je ozlijeđen na utrci u Monzi koja se nije bodovala za svjetsko prvenstvo, te je tako propustio ostatak prvenstva. Svoju jedinu pobjedu u Formuli 1 ostvario je Piero Taruffi, pobijedivši na VN Švicarske. Indianapolis 500 pripao je Troyu Ruttmanu. VN Španjolske trebala je biti održana 26. listopada kao posljednja utrka, ali je otkazana zbog nedostatka financijskih sredstava da se utrka održi.

## Vozači i konstruktori
D - vozači kojima je 1952. bila prva sezona u Formuli 1. (debitanti)
P - vozači kojima je 1952. bila posljednja sezona u Formuli 1.
| Konstruktor           | Momčad / Sudionik                | Šasija                                      | Motor                                  | Gume | Vozač                         | Utrke       | D | P |
| --------------------- | -------------------------------- | ------------------------------------------- | -------------------------------------- | ---- | ----------------------------- | ----------- | - | - |
| Ferrari               | Scuderia Ferrari                 | Ferrari 500 Ferrari 375                     | Ferrari 500 2.0 L4 Ferrari 375 4.5 V12 | P F  | Nino Farina                   | 1, 3–8      |   |   |
| Ferrari               | Scuderia Ferrari                 | Ferrari 500 Ferrari 375                     | Ferrari 500 2.0 L4 Ferrari 375 4.5 V12 | P F  | Piero Taruffi                 | 1, 3–6, 8   |   |   |
| Ferrari               | Scuderia Ferrari                 | Ferrari 500 Ferrari 375                     | Ferrari 500 2.0 L4 Ferrari 375 4.5 V12 | P F  | André Simon                   | 1, 8        |   |   |
| Ferrari               | Scuderia Ferrari                 | Ferrari 500 Ferrari 375                     | Ferrari 500 2.0 L4 Ferrari 375 4.5 V12 | P F  | Alberto Ascari                | 2–8         |   |   |
| Ferrari               | Scuderia Ferrari                 | Ferrari 500 Ferrari 375                     | Ferrari 500 2.0 L4 Ferrari 375 4.5 V12 | P F  | Luigi Villoresi               | 7–8         |   |   |
| Ferrari               | Ecurie Rosier                    | Ferrari 500                                 | Ferrari 500 2.0 L4                     | D    | Louis Rosier                  | 1, 3–4, 8   |   |   |
| Ferrari               | Ecurie Espadon                   | Ferrari 500 Ferrari 212                     | Ferrari 500 2.0 L4 Ferrari 125 1.5 V12 | P    | Rudi Fischer                  | 1, 4–6, 8   |   |   |
| Ferrari               | Ecurie Espadon                   | Ferrari 500 Ferrari 212                     | Ferrari 500 2.0 L4 Ferrari 125 1.5 V12 | P    | Peter Hirt                    | 1, 4–5      |   |   |
| Ferrari               | Ecurie Espadon                   | Ferrari 500 Ferrari 212                     | Ferrari 500 2.0 L4 Ferrari 125 1.5 V12 | P    | Rudolf Schoeller              | 6           |   |   |
| Ferrari               | Ecurie Espadon                   | Ferrari 500 Ferrari 212                     | Ferrari 500 2.0 L4 Ferrari 125 1.5 V12 | P    | Hans Stuck                    | 8           |   |   |
| Ferrari               | Ecurie Francorchamps             | Ferrari 500                                 | Ferrari 500 2.0 L4                     | E    | Charles de Tornaco            | 3, 7–8      |   |   |
| Ferrari               | Ecurie Francorchamps             | Ferrari 500                                 | Ferrari 500 2.0 L4                     | E    | Roger Laurent                 | 6           |   |   |
| Ferrari               | Scuderia Marzotto                | Ferrari 166/F2                              | Ferrari 125 1.5 V12                    | P    | Franco Comotti                | 4           |   |   |
| Ferrari               | Scuderia Marzotto                | Ferrari 166/F2                              | Ferrari 125 1.5 V12                    | P    | Piero Carini                  | 4, 6        |   |   |
| Ferrari               | G. Caprara                       | Ferrari 500                                 | Ferrari 500 2.0 L4                     | D    | Roy Salvadori                 | 5           |   |   |
| Ferrari               | Peter Whitehead                  | Ferrari 125/F2                              | Ferrari 125 1.5 V12                    | D    | Peter Whitehead               | 5, 8        |   |   |
| Gordini               | Equipe Gordini                   | Gordini Type 16 Gordini Type 16S Gordini 15 | Gordini 20 2.0 L6 Gordini 1500 1.5 L4  | E    | Jean Behra                    | 1, 3–4, 6–8 |   |   |
| Gordini               | Equipe Gordini                   | Gordini Type 16 Gordini Type 16S Gordini 15 | Gordini 20 2.0 L6 Gordini 1500 1.5 L4  | E    | Robert Manzon                 | 1, 3–8      |   |   |
| Gordini               | Equipe Gordini                   | Gordini Type 16 Gordini Type 16S Gordini 15 | Gordini 20 2.0 L6 Gordini 1500 1.5 L4  | E    | Prince Bira                   | 1, 3–5      |   |   |
| Gordini               | Equipe Gordini                   | Gordini Type 16 Gordini Type 16S Gordini 15 | Gordini 20 2.0 L6 Gordini 1500 1.5 L4  | E    | Johnny Claes                  | 3           |   |   |
| Gordini               | Equipe Gordini                   | Gordini Type 16 Gordini Type 16S Gordini 15 | Gordini 20 2.0 L6 Gordini 1500 1.5 L4  | E    | Maurice Trintignant           | 4–8         |   |   |
| HWM-Alta              | Hersham and Walton Motors        | HWM 52 HWM 51/52                            | Alta F2 2.0 L4                         | D    | George Abecassis              | 1           |   |   |
| HWM-Alta              | Hersham and Walton Motors        | HWM 52 HWM 51/52                            | Alta F2 2.0 L4                         | D    | Peter Collins                 | 1, 3–6, 8   |   |   |
| HWM-Alta              | Hersham and Walton Motors        | HWM 52 HWM 51/52                            | Alta F2 2.0 L4                         | D    | Lance Macklin                 | 1, 3–5, 7–8 |   |   |
| HWM-Alta              | Hersham and Walton Motors        | HWM 52 HWM 51/52                            | Alta F2 2.0 L4                         | D    | Stirling Moss                 | 1           |   |   |
| HWM-Alta              | Hersham and Walton Motors        | HWM 52 HWM 51/52                            | Alta F2 2.0 L4                         | D    | Paul Frère                    | 3, 6        |   |   |
| HWM-Alta              | Hersham and Walton Motors        | HWM 52 HWM 51/52                            | Alta F2 2.0 L4                         | D    | Roger Laurent                 | 3           |   |   |
| HWM-Alta              | Hersham and Walton Motors        | HWM 52 HWM 51/52                            | Alta F2 2.0 L4                         | D    | Yves Giraud-Cabantous         | 4           |   |   |
| HWM-Alta              | Hersham and Walton Motors        | HWM 52 HWM 51/52                            | Alta F2 2.0 L4                         | D    | Duncan Hamilton               | 5, 7        |   |   |
| HWM-Alta              | Hersham and Walton Motors        | HWM 52 HWM 51/52                            | Alta F2 2.0 L4                         | D    | Johnny Claes                  | 6           |   |   |
| HWM-Alta              | Hersham and Walton Motors        | HWM 52 HWM 51/52                            | Alta F2 2.0 L4                         | D    | Dries van der Lof             | 7           |   |   |
| HWM-Alta              | Tony Gaze                        | HWM 52                                      | Alta F2 2.0 L4                         | D    | Tony Gaze                     | 3, 5–6, 8   |   |   |
| Simca-Gordini         | Alfred Dattner                   | Simca-Gordini 11                            | Gordini 1500 1.5 L4                    | E    | Max de Terra                  | 1           |   |   |
| Simca-Gordini         | Robert O'Brien                   | Simca-Gordini 15                            | Gordini 1500 1.5 L4                    | E    | Robert O'Brien                | 3           |   |   |
| Simca-Gordini         | Ecurie Belge                     | Simca-Gordini 15                            | Gordini 1500 1.5 L4                    | E    | Paul Frère                    | 7           |   |   |
| Simca-Gordini         | Ecurie Belge                     | Simca-Gordini 15                            | Gordini 1500 1.5 L4                    | E    | Johnny Claes                  | 4–5         |   |   |
| Simca-Gordini         | Vicomtesse de Walckiers          | Simca-Gordini 15                            | Gordini 1500 1.5 L4                    | E    | Johnny Claes                  | 8           |   |   |
| Cooper-Bristol        | Ecurie Richmond                  | Cooper T20                                  | Bristol BS1 2.0 L6                     | D    | Eric Brandon                  | 1, 3, 5, 8  |   |   |
| Cooper-Bristol        | Ecurie Richmond                  | Cooper T20                                  | Bristol BS1 2.0 L6                     | D    | Alan Brown                    | 1, 3, 5, 8  |   |   |
| Cooper-Bristol        | Leslie D. Hawthorn               | Cooper T20                                  | Bristol BS1 2.0 L6                     | D    | Mike Hawthorn                 | 3, 5, 7–8   |   |   |
| Cooper-Bristol        | Archie Bryde AHM Bryde           | Cooper T20                                  | Bristol BS1 2.0 L6                     | D    | Mike Hawthorn                 | 4           |   |   |
| Cooper-Bristol        | Archie Bryde AHM Bryde           | Cooper T20                                  | Bristol BS1 2.0 L6                     | D    | Reg Parnell                   | 5           |   |   |
| Cooper-Bristol        | Ecurie Ecosse                    | Cooper T20                                  | Bristol BS1 2.0 L6                     | D    | David Murray                  | 5           |   |   |
| Maserati-Platé        | Enrico Platé                     | Maserati 4CLT/48                            | Platé 2.0 L4                           | P    | Toulo de Graffenried          | 1, 4–5, 8   |   |   |
| Maserati-Platé        | Enrico Platé                     | Maserati 4CLT/48                            | Platé 2.0 L4                           | P    | Harry Schell                  | 1, 4–5      |   |   |
| Maserati-Platé        | Enrico Platé                     | Maserati 4CLT/48                            | Platé 2.0 L4                           | P    | Alberto Crespo                | 8           |   |   |
| Veritas               | Toni Ulmen                       | Veritas Meteor                              | Veritas 2.0 L6                         | D    | Toni Ulmen                    | 1, 6        |   |   |
| Veritas               | Arthur Legat                     | Veritas Meteor                              | Veritas 2.0 L6                         | E    | Arthur Legat                  | 3           |   |   |
| Veritas               | Fritz Riess                      | Veritas RS                                  | Veritas 2.0 L6                         | ?    | Fritz Riess                   | 6           |   |   |
| Veritas               | Theo Helfrich                    | Veritas RS                                  | Veritas 2.0 L6                         | ?    | Theo Helfrich                 | 6           |   |   |
| Veritas               | Adolf Brudes                     | Veritas RS                                  | Veritas 2.0 L6                         | ?    | Adolf Brudes                  | 6           |   |   |
| Veritas               | Motor Presse Verlag              | Veritas Meteor                              | Veritas 2.0 L6                         | ?    | Paul Pietsch                  | 6           |   |   |
| Veritas               | Hans Klenk                       | Veritas Meteor                              | Veritas 2.0 l6                         | ?    | Hans Klenk                    | 6           |   |   |
| Veritas               | Josef Peters                     | Veritas RS                                  | Veritas 2.0 L6                         | ?    | Josef Peters                  | 6           |   |   |
| Frazer Nash-Bristol   | Scuderia Franera                 | Frazer Nash FN48                            | Bristol BS1 2.0 L6                     | D    | Ken Wharton                   | 1, 3, 7–8   |   |   |
| ERA-Bristol           | English Racing Automobiles Ltd   | ERA G Type                                  | Bristol BS1 2.0 L6                     | D    | Stirling Moss                 | 3, 5, 7     |   |   |
| Maserati              | Escuderia Bandeirantes           | Maserati A6GCM                              | Maserati A6 2.0 L6                     | P    | Philippe Étancelin            | 4           |   |   |
| Maserati              | Escuderia Bandeirantes           | Maserati A6GCM                              | Maserati A6 2.0 L6                     | P    | Gino Bianco                   | 5–8         |   |   |
| Maserati              | Escuderia Bandeirantes           | Maserati A6GCM                              | Maserati A6 2.0 L6                     | P    | Eitel Cantoni                 | 5–6, 8      |   |   |
| Maserati              | Escuderia Bandeirantes           | Maserati A6GCM                              | Maserati A6 2.0 L6                     | P    | Chico Landi                   | 7–8         |   |   |
| Maserati              | Escuderia Bandeirantes           | Maserati A6GCM                              | Maserati A6 2.0 L6                     | P    | Jan Flinterman                | 7           |   |   |
| Maserati              | Officine Alfieri Maserati        | Maserati A6GCM                              | Maserati A6 2.0 L6                     | P    | Felice Bonetto                | 6, 8        |   |   |
| Maserati              | Officine Alfieri Maserati        | Maserati A6GCM                              | Maserati A6 2.0 L6                     | P    | Franco Rol                    | 8           |   |   |
| Maserati              | Officine Alfieri Maserati        | Maserati A6GCM                              | Maserati A6 2.0 L6                     | P    | José Froilán González         | 8           |   |   |
| Connaught-Lea Francis | Connaught Engineering            | Connaught Type A                            | Lea Francis 2.0 L4                     | D    | Kenneth McAlpine              | 5, 8        |   |   |
| Connaught-Lea Francis | Connaught Engineering            | Connaught Type A                            | Lea Francis 2.0 L4                     | D    | Ken Downing                   | 5           |   |   |
| Connaught-Lea Francis | Connaught Engineering            | Connaught Type A                            | Lea Francis 2.0 L4                     | D    | Eric Thompson                 | 5           |   |   |
| Connaught-Lea Francis | Connaught Engineering            | Connaught Type A                            | Lea Francis 2.0 L4                     | D    | Dennis Poore                  | 5, 8        |   |   |
| Connaught-Lea Francis | Connaught Engineering            | Connaught Type A                            | Lea Francis 2.0 L4                     | D    | Stirling Moss                 | 8           |   |   |
| Connaught-Lea Francis | Ken Downing                      | Connaught Type A                            | Lea Francis 2.0 L4                     | D    | Ken Downing                   | 7           |   |   |
| AFM-Küchen            | Alex von Falkenhausen Motorenbau | AFM                                         | Küchen 2.0 V8                          | E    | Hans Stuck                    | 1           |   |   |
| Aston-Butterworth     | Robin Montgomerie-Charrington    | Aston NB42                                  | Butterworth 2.0 F4                     | D    | Robin Montgomerie-Charrington | 3           |   |   |
| Aston-Butterworth     | W.S. Aston                       | Aston NB41                                  | Butterworth 2.0 F4                     | D    | Bill Aston                    | 5–6, 8      |   |   |
| Alta                  | Peter Whitehead                  | Alta F2                                     | Alta F2 2.0 L4                         | D    | Peter Whitehead               | 4           |   |   |
| Alta                  | Peter Whitehead                  | Alta F2                                     | Alta F2 2.0 L4                         | D    | Graham Whitehead              | 5           |   |   |
| Frazer Nash-BMW       | Tony Crook                       | Frazer Nash 421                             | BMW 328 2.0 L6                         | D    | Tony Crook                    | 5           |   |   |
| AFM-BMW               | Willi Heeks                      | AFM 8                                       | BMW 328 2.0 L6                         | ?    | Willi Heeks                   | 6           |   |   |
| AFM-BMW               | Helmut Niedermayr                | AFM 6                                       | BMW 328 2.0 L6                         | ?    | Helmut Niedermayr             | 6           |   |   |
| AFM-BMW               | Ludwig Fischer                   | AFM 8                                       | BMW 328 2.0 L6                         | ?    | Ludwig Fischer                | 6           |   |   |
| AFM-BMW               | Willi Krakau                     | AFM 6                                       | BMW 328 2.0 L6                         | ?    | Willi Krakau                  | 6           |   |   |
| BMW                   | Marcel Balsa                     | BMW Eigenbau                                | BMW 328 2.0 L6                         | ?    | Marcel Balsa                  | 6           |   |   |
| BMW                   | Bernhard Nacke                   | BMW Eigenbau                                | BMW 328 2.0 L6                         | ?    | Günther Bechem                | 6           |   |   |
| BMW                   | Willi Krakau                     | BMW Eigenbau                                | BMW 328 2.0 L6                         | ?    | Harry Merkel                  | 6           |   |   |
| BMW                   | Ernst Klodwig                    | BMW Heck                                    | BMW 328 2.0 L6                         | ?    | Ernst Klodwig                 | 6           |   |   |
| BMW                   | Rudolf Krause                    | BMW Greifzu                                 | BMW 328 2.0 L6                         | ?    | Rudolf Krause                 | 6           |   |   |
| OSCA                  | Élie Bayol                       | OSCA 20                                     | OSCA 2000 2.0 L6                       | P    | Élie Bayol                    | 8           |   |   |
| Cisitalia-BPM         | Piero Dusio                      | Cisitalia D46                               | BPM 2.0 L4                             | P    | Piero Dusio                   | 8           |   |   |

## Kalendar
| Rd | Datum        | Velika nagrada          | Staza             | Prvo startno mjesto | Pobjednik vozač | Pobjednik konstruktor |
| -- | ------------ | ----------------------- | ----------------- | ------------------- | --------------- | --------------------- |
| 1  | 18. svibnja  | VN Švicarske            | Bremgarten        | Nino Farina         | Piero Taruffi   | Ferrari               |
| 2  | 30. svibnja  | 500 milja Indianapolisa | Indianapolis      | Fred Agabashian     | Troy Ruttman    | Kuzma-Offenhauser     |
| 3  | 22. lipnja   | VN Belgije              | Spa-Francorchamps | Alberto Ascari      | Alberto Ascari  | Ferrari               |
| 4  | 6. srpnja    | VN Francuske            | Rouen-les-Essarts | Alberto Ascari      | Alberto Ascari  | Ferrari               |
| 5  | 19. srpnja   | VN Velike Britanije     | Silverstone       | Nino Farina         | Alberto Ascari  | Ferrari               |
| 6  | 3. kolovoza  | VN Njemačke             | Nürburgring       | Alberto Ascari      | Alberto Ascari  | Ferrari               |
| 7  | 17. kolovoza | VN Nizozemske           | Zandvoort         | Alberto Ascari      | Alberto Ascari  | Ferrari               |
| 8  | 7. rujna     | VN Italije              | Monza             | Alberto Ascari      | Alberto Ascari  | Ferrari               |

- Velika nagrada Španjolske se trebala voziti 26. listopada na stazi Pedralbes, ali je otkazana.

## Sažetak sezone
Vijest da se Alfa Romeo povlači iz Formule 1, izazvala je ozbiljnu zabrinutost za automobilistički svijet i prijetila postojanju svjetskog prvenstva, samo dvije godine nakon njegovog osnutka. Dizajner Alfa Romea Gioacchino Colombo, dizajnirao je Tipo 160, nasljednika bolida Alfa Romeo 159, međutim razvoj je bio zaustavljen zbog nedostatka financija. Postojale su glasine da se Alfa Romeo povukao zato što ih je Ferrari stigao u razvoju i da je nedostatak financija samo izgovor, no to nikada nije službeno potvrđeno. Povlačenje Alfa Romea je iznenadilo i branitelja naslova Juana Manuela Fangia, koji je očekivao da će i ove sezone voziti za istu momčad. Ipak, BRM mu je ponudio ugovor, da uz Stirlinga Mossa vozi za njihovu momčad. BRM je očekivao da će odraditi punu sezonu, no učestali kvarovi na njihovim bolidima krajem 1951., nisu davali povoda za optimizam. Anthony Lago je također potvrdio da se Talbot-Lago neće natjecati ove sezone. Nedostatak momčadi na gridu, bio je uzrok odluke CSI-a, da se sezone 1952. i 1953. voze po pravilima Formule 2. To je privuklo određene momčadi koje su se već natjecale u Formuli 2, da relativno lako pristupe natjecanju.
Prelazak na propise Formule 2 ponovno je probudio interes i Maseratija. Oni su povukli svoju momčad krajem 1950., no razvojem Maseratija A6GCM, najavili su povratak 1952. Zbog projekta BRM-a za kojeg se vjerovalo da neće biti uspješan, Fangio je pregovarao paralelno i s Maseratijem, te je najavio da će se pridružiti talijanskoj momčadi kasnije u sezoni.
Aurelio Lampredi i Alfredo Ferrari su dizajnirali novi F2 bolid Ferrari 500, od kojeg se očekivalo da će dominirati sezonom. Nakon odlaska Joséa Froilána Gonzáleza iz Ferrarija krajem 1951., Enzo Ferrari je najavio povratak Nina Farine u Maranello. Svjetski prvak iz 1950. je imao razočaravajuću 1951. Njegov odnos s Alfom Romeom znatno se pogoršao i očekivalo se da će napustiti momčad još prije povlačenja Alfa Romea iz Formule 1. Farina je vozio za Ferrari 30-ih godina i krajem 40-ih, no odnos s Enzom Ferrarijem tada nije bio dobar. Farina se sada ponovno pridružio Ferrariju samo zato što je mislio da će mu pružiti najbolju priliku za drugi naslov prvaka. Ferrari je dobio i novog menadžera Nella Ugolinija, koji je zapravo bio član Ferrarija 30-ih godina.
Ferrari je odlučio prodavati svoj Ferrari 500 privatnim momčadima za sezonu 1952. Ecurie Rosier, momčad vozača Louisa Rosiera, prešla je na korištenje Ferrarija 500 nakon povlačenja Talbot-Lagoa. Rosier se nadao da bi ovim potezom ušao u konkurenciju za pobjede. Za prvu utrku u sezoni, Maurice Trintignant se pridružio Rosieru u starijem modelu 166 F2, unatoč tome što je veći dio sezone bio ugovorom vezan s Gordinijem.
Krajem 1951., Amédée Gordini je prekinuo suradnju sa Simcom, iako su neki njegovi vozači i ove sezone koristili starije motore i modele Simca-Gordini bolida. André Simon je napustio momčad, te se pridružio Ferrariju. No Maurice Trintignant i Robert Manzon su ostali vjerni Gordiniju treću sezonu, bez obzira na to što je Trintignant prvu utrku vozio za Ecurie Rosier. Nakon što je prošle sezone odvozio samo jednu utrku za Gordini, Jean Behra je, odlaskom Simona, postao stalni vozač francuske momčadi. Gordini je dizajnirao novi T16 bolid, a zbog novih pravila i činjenice da su bili uspješni u Formuli 2 u prošlosti, u momčadi su očekivali dobar rezultat ove sezone. I Prince Bira se pridružio Gordiniju, nakon razočaravajuće prethodne sezone. Tajlanđanin je novu sezonu započeo u starijem Simca-Gordini T15 bolidu, da bi se kasnije u sezoni prebacio na novi T16 bolid.
Momčad Cooper Car Company nije pristupila natjecanju ove sezone, ali je ipak odlučila napraviti bolide s Bristolovim motorom unutra za privatne sudionike. Frazer Nash je debitirao ove sezone s Kenom Whartonom, dok je HW Motors bila još jedna momčad koja je odlučila pristupiti natjecanju zbog promjene pravila, nakon što su prethodne sezone nastupili na samo jednoj utrci.

### Bremgarten
Nova sezona započela je na VN Švicarske (XII Grosser Preis der Schweiz) na stazi Bremgarten. Alberto Ascari je u to vrijeme bio u Sjedinjenim Američkim Državama, pripremajući se za utrku 500 milja Indianapolisa. Ascarijeva momčad Ferrari je bila jedini favorit za utrku u Švicarskoj. Prije prve utrke sezone, Ascari je pobijedio na Sirakuzi, Pau i Marseilleu, utrkama koje se nisu bodovale za prvenstvo, dok je njegov momčadski kolega Nino Farina bio najbrži u Napulju. Utrka u Švicarskoj je brojala osam debitanata u Formuli 1.
Kvalifikacije
Nino Farina je osvojio prvo startno mjesto s 2,6 sekundi prednosti ispred momčadskog kolege Piera Taruffija. Ipak, Farinino vrijeme bilo je 11,6 sekundi sporije od Fangiovog najbržeg vremena u Švicarskoj prošle sezone. Iznenađenje u kvalifikacijama je priredio Robert Manzon u Gordiniju, koji se kvalificirao na treće mjesto ispred Andréa Simona i Rudolfa Fischera u Ferrarijevim bolidima. Najbolji od debitanata je bio Peter Collins koji je svoj HWM dogurao do šestog mjesta, a vrijeme koje je ostvario u kvalifikacijama bilo je 0,5 sekundi brže od vremena njegovog momčadskog kolege Stirlinga Mossa na devetom mjestu. Ostali HWM-ovi vozači, suosnivač momčadi George Abecassis i još jedan debitant Lance Macklin, su se smjestili na 10. i 12. mjesto. Jean Behra u drugom Gordiniju, s 8,4 sekunde sporijim vremenom od Farine, je zauzeo sedmo mjesto. Nova tehnička pravila za sezonu, dala su sanšu Maseratiju 4CLT/48 da bude konkurentan za solidne rezultate. Emmanuel de Graffenried je iskoristio potencijal bolida te se kvalificirao osmi, dok je Harry Schell završio na razočaravajućem 18. mjestu. Vremena nisu postavili Louis Rosier i debitant Max de Terra koji je startao s posljednjeg 21. mjesta. Bez vremena je ostao i Maurice Trintignant, ali on nije startao u utrci zbog problema sa starim Ferrari 166 motorom u njegovu bolidu.
Utrka
Za razliku od prethodne godine, utrka je održana u toplim i sunčanim uvjetima. Ipak, sve opasnosti, izazovi i prijetnje staze u Bremgartenu, pokazali su se već na dvjema utrkama manjeg značaja koje su prethodile Velikoj nagradi Švicarske. U posljednjim krugovima motociklističke utrke, Britanac Dave Bennett i Talijan Ercole Frigerio, su pali s motora te preminuli. U sljedećoj utrci sportskih automobila, Rudolf Caracciola je doživio udes sa svojim Mercedesom, pri čemu je slomio noge.
Nino Farina je poveo utrku ispred Piera Taruffija, dok se André Simon našao ispred Roberta Manzona i odličnog Stirlinga Mossa koji je s devetog mjesta došao na peto. No Mossu tu nije bio kraj. U sljedećem krugu je pretekao Manzona i Simona, te stigao na treću poziciju. Rudi Fischer je imao loš start, s petog mjesta je pao na deseto. Prvi nastup u Formuli 1 za Maxa de Terru nije prošao najbolje. Nakon samo jednog kruga, bio je prisiljen odvesti svoj stariji model Gordinijevog bolida u boks, te postati prvi vozač u utrci koji je odustao. Samo krug kasnije, Louis Rosier je napravio grešku, zbog koje je prilikom udesa izbačen iz bolida. Srećom Rosier je prošao samo s posjekotinama i modricama. U četvrtom krugu su odustala još dva debitanta, Toni Ulmen i Hans Stuck. Ulmen zbog problema sa spremnikom za gorivo, a Stuck zbog Küchenovog motora kojem je ovo bila jedina utrka u Formuli 1 u kojoj je pogonio neki bolid, točnije bolid AFM.
U 13. krugu, zbog kvara na osovini, George Abecassis je izletio sa staze i udario u zemljanu barijeru, no prošao je samo s modricama. U istom krugu, njegovog momčadskog kolegu Petera Collinsa je zadesio identičan problem, no Collins je samo parkirao svoj bolid pokraj staze. Ova dva incidenta su natjerala suvlasnika momčadi HWM-a Johna Heatha da iz utrke povuče i preostala dva vozača, Mossa i Lancea Macklina u 24. krugu. Moss je u trećem krugu upao u probleme s motorom, te je bio prisiljen otići u boks po nove svjećice. Nakon izlaska iz boksa, Moss se našao na posljednjem 17. mjestu, no ubrzo je počeo napredovati kroz grid, a u 24. krugu se nalazio na 7. mjestu. Robert Manzon se vozio na 5. mjestu kada su ga u 18. krugu zahvatili problemi s radijatorom. Promjena u boksu je zahtijevala opsežne popravke, te se Manzon nakon izlaska iz boksa našao na posljednjem 14. mjestu, no samo dva kruga kasnije odustao je zbog problema s auspuhom.
Jedan od najznačajnijih trenutaka utrke se dogodio u 16. krugu kada je Farina, koji je u međuvremenu na vodećoj poziciji izgradio veliku prednost, ušao u boks zbog kvara magneta na motoru. Talijan je bio prisiljen odustati, no nije previše gubio vrijeme, te je u 22. krugu preuzeo bolid svog momčadskog kolege Simona. Odlazak u boks i promjenu vozača je iskoristio Jean Behra koji je od trećeg kruga vodio veliku borbu sa Simonom za 3. mjesto. Behra je zasjeo na 2. mjesto iza Tarrufija, no Farina u Simonovom bolidu u 36. krugu vraća poziciju, pošto je puknuće auspuha na Behrovom bolidu uzrokovalo pregrijavanje motora. Behra je otišao u boks na popravak, nakon čega je izgubio poziciju i od Fischera. Harry Schell je odustao u 31. krugu s 9. mjesta zbog kvara na motoru.
S 10 vozača u utrci od 21 koliko ih je startalo, poredak u 44. krugu je izgledao: 1. Piero Taruffi (Ferrari), 2. Nino Farina (Ferrari), 3. Rudi Fischer (Ferrari), 4. Jean Behra (Gordini), 5. Prince Bira (Simca-Gordini), 6. Ken Wharton (Frazer Nash), 7. Alan Brown (Cooper), 8. Toulo de Graffenried (Maserati), 9. Eric Brandon (Cooper), 10. Peter Hirt (Ferrari).
U nastavku utrke, Farina je postepeno smanjivao zaostatak za Taruffijem. No u 51. krugu Farina po drugi put odustaje, a da ironija bude veća, uzrok je ponovo kvar magneta na motoru. Prince Bira se nakon 11. mjesta u kvalifikacijama i 19. kruga u utrci vozio na 5. mjestu. Poziciju nije ispuštao sve do 52. kruga kada se počelo dimiti iz njegovog bolida zbog kvara motora. Završni krugovi utrke nisu donijeli previše uzbuđenja. Taruffi je stigao do svoje prve i jedine pobjede u Formuli 1, dok su Fischer i Behra stigli do svojih prvih postolja. Wharton je u svojoj prvoj prvenstvenoj utrci došao do prvih i jedinih bodova u Formuli 1, a identičan podvig je ostvario i Brown. Bez bodova je ostao De Graffenried, kao i Hirt koji se nakon 19. mjesta u kvalifikacijama gotovo cijelu utrku vozio na posljednjem mjestu. Ipak u 48. krugu je pretekao debitanta Brandona, koji je ušao u boks na popravak bolida i kojemu je na kraju pripalo posljednje mjesto u utrci, s krugom zaostatka za Hirtom i čak šest krugova zaostatka za Taruffijem, kojemu je osim pobjede na kraju pripao i najbrži krug utrke.
| Poredak vozača nakon utrke | Poredak vozača nakon utrke | Poredak vozača nakon utrke |
| -------------------------- | -------------------------- | -------------------------- |
| 1.                         | Piero Taruffi              | 9                          |
| 2.                         | Rudi Fischer               | 6                          |
| 3.                         | Jean Behra                 | 4                          |
| 4.                         | Ken Wharton                | 3                          |
| 5.                         | Alan Brown                 | 2                          |

### Indianapolis 500
Bez obzira na to što je utrka 500 milja Indianapolisa (XXXVI 500 Mile Race / 36th International 500-Mile Sweepstakes) bila zakazana za 30. svibnja, kvalifikacije za utrku su počele već 17. svibnja, istog vikenda kada se održavala i Velika nagrada Švicarske. Kako je već rečeno, Alberto Ascari se odlučio za utrku na Indianapolisu, dok je Nino Farina ostao u Europi, iako se i njegovo ime našlo na popisu sudionika utrke Indianapolis 500.
Kvalifikacije
Bilo je predviđeno četiri dana kvalifikacija za utrku, no zbog kiše organizatori su odlučili vozačima dati dodatan dan. Fred Agabashian u bolidu Kurtis Kraft s Dieselovim motorom se pokazao najbržim vozačem. Andy Linden je zauzeo drugu, a Jack McGrath treću poziciju, oba u Kurtis Kraft-Offenhauser bolidu. U drugom startnom redu su se našli Duke Nalon, Sam Hanks i Duane Carter, dok su treći startni red popunili Troy Ruttman, Bill Vukovich te Cliff Griffith. Pobjednik Indianapolisa iz 1950. Johnnie Parsons se kvalificirao tek 31., dok se prošlogodišnji pobjednik Lee Wallard nije ni prijavio za utrku. Alberto Ascari u Ferrariju se kvalificirao na 19. mjesto. George Connor se izvrtio na stazi, no bez većih posljedica, te je na kraju zauzeo 14. mjesto. Nešto lošije je prošao Tony Bettenhausen, koji je udario u zid i uništio svoj bolid. Bettenhausen je prošao bez većih ozljeda, ali ga je ovaj incident stajao slabog 30. mjesta u kvalifikacijama. Ukupno su 33 vozača prošla kvalifikacije, dok njih čak 34 se nije uspjelo kvalificirati za utrku. Još pet vozača s liste sudionika, poput Farine, se nije ni pojavilo na kvalifikacijama.
Utrka
Za razliku od kvalifikacija, kiše na utrci nije bilo. Na sunčanom Indianapolisu, 200 000 gledatelja je prisustvovalo utrci. Nakon što je utrka počela, Jack McGrath je s trećeg mjesta preuzeo vodstvo. Bill Vukovich je u drugom krugu zasjeo na treće mjesto, a u petom se našao na drugom mjestu iza McGratha. Borba između Vukovicha i McGratha nije dugo trajala. U sedmom krugu, Vukovich je postao vodeći vozač u utrci, a McGratha je ubrzo pretekao i Troy Ruttman. Johnnie Parsons, pobjednik Indianapolisa 1950., se s 31. mjesta probio na deseto. Drugoplasirani u kvalifikacijama Andy Linden, je bio prvi vozač koji je odustao u utrci, nakon 20 krugova zbog kvara pumpe ulja. Bobby Ball, koji je imao problema s pokretanjem bolida u krugu za zagrijavanje, je ipak uspio startati utrku. No u 34. krugu, Ball odustaje zbog problema s mjenjačem. Alberto Ascari u Ferrariju se probio s 19. mjesta na deveto. No u 40. krugu, Ascari izlijeće na travnatu površinu kraj staze zbog problema s kotačem, te odustaje.
Za sve to vrijeme, Vukovich je do 50. kruga pretekao svakog vozača za cijeli krugu, izuzev Ruttmana na drugoj poziciji. U 61. krugu, Vukovich je ušao u boks, a Ruttman preuzeo vodstvo s 55 sekundi ispred Vukovicha. U međuvremenu su još dva vozača odustala, Chet Miller zbog problema s puhalom, a Bob Scott zbog problema s prijenosnikom. Ruttman odlazi u boks u 82. krugu, što Vukovichu omogućuje povratak vodstva. No Ruttman upada u probleme, kada u boksu dolazi do zapaljenja njegovog stražnjeg dijela bolida. Međutim njegovi mehaničari brzo obuzdavaju vatru, te se Ruttman vraća u utrku. Do 85. kruga odustaju još četvorica vozača. Gene Hartley zbog problem s auspuhom, Freddie Agabashian zbog problema s turbopunjačem, te Duke Nalon zbog problema s puhalom, dok je diferencijal bio uzrok odustajanja Boba Sweikerta. Bolid Cummins Diesel Special Freda Agabashiana, bio je prvi bolid od 1911. na Indianapolisu 500 koji je pokretao motor s turbopunjačem.
Tony Bettenhausen ulazi u boks, ali mu se pri izlasku bolid gasi, kada naglo koči da izbjegne sudar s Henryjem Banksom koji ulazi ispred njega. Pokušaji mehaničara da upale Bettenhausenov bolid bili su neuspješni te Bettehausen odustaje od utrke. Parsons i Sam Hanks su vodili borbu za 4. mjesto, kada Parsons usporava zbog problema s prijenosnikom, te odlazi u boks. Na stazu se vratio s velikim zaostatkom, te na kraju utrku završio na 10. mjestu. Zbog problema s dotokom ulja, u 130. krugu odustaje Rodger Ward. Četiri kruga kasnije, Vukovich odlazi po drugi put u boks, te se zadržava u njemu 2 minute, što Ruttmanu opet omogućuje povratak u vodstvo, 40 sekundi ispred Vukovicha. No Ruttmanovo vodstvo traje svega 12 krugova. U 147. krugu odlazi po drugi put u boks, a Vukovich po četvrti put u utrci preuzima vodstvo. Zbog problema s uljem, u 162. krugu odustaje Spider Webb. Samo 9 krugova prije kraja utrke, Vukovich udara u zid zbog problema s mehanizmom upravljanja. Izlazi neozlijeđen iz bolida, ali razočaran zbog izgubljene pobjede. Ipak, malu utjehu mu je pružio jedan bod za najbrži krug utrke, te zarada od 15 000 dolara (oko 145 000 dolara vrijednosti u 2020.), pošto je ukupno u vodstvu bio 150 od 200 krugova, a svaki krug u vodstvu nosio je 100 dolara dodatne zarade vozaču. Ruttman je preuzeo vodstvo u 191. krugu, te utrku mirno priveo kraju.
Ruttman je s 22 godine i 80 dana oborio rekord kao najmlađi osvajač Indianapolisa, te kao najmlađi pobjednik utrke Formule 1. Taj je rekord srušio, tek 51 godinu kasnije, Fernando Alonso u Mađarskoj 2003. Uz to, Ruttman je zaradio ukupno 61 743 dolara (oko 612 000 dolara 2020.). U svom trećem nastupu na Indianapolisu, Jim Rathmann je stigao do drugog mjesta, što mu je bio najbolji rezultat do tada. Treće mjesto pripalo je Samu Hanksu, kojemu je to također bio najbolji rezultat do tada u osmoj utrci na Indianapolisu. Duane Carter je završio kao četvrti, dok je Art Cross osvojio peto mjesto i nagradu debitant godine (Rookie of the Year), nagradu koja se danas već standardno dodjeljuje, kako na utrci 500 milja Indianapolisa, tako i u IndyCaru, a koja je, što se tiče samo Indianapolisa, prvi put dodijeljena upravo Crossu 1952.
| Poredak vozača nakon utrke | Poredak vozača nakon utrke | Poredak vozača nakon utrke |
| -------------------------- | -------------------------- | -------------------------- |
| 1.                         | Piero Taruffi              | 9                          |
| 2.                         | Troy Ruttman               | 8                          |
| 3.                         | Jim Rathmann               | 6                          |
| 4.                         | Rudi Fischer               | 6                          |
| 5.                         | Sam Hanks                  | 4                          |

### Spa-Francorchamps
Tri tjedna nakon Indianapolisa, Formula 1 se vratila u Europu, 22. lipnja na stazu Spa-Francorchamps gdje se vozila VN Belgije (XIV Grand Prix de Belgique). Utrka je nosila i počasnu titulu kao Velika nagrada Europe. U tri tjedna između Indianapolisa i Belgije, vozilo se šest neprvenstvenih utrka. Na jednoj takvoj, Velikoj nagradi Monze koja je nosila službeni naziv V Gran Premio dell'Autodromo di Monza (za razliku od VN Italije koja je bila osma utrka prvenstva 1952., i koja se također vozila na Monzi pod nazivom XXIII Gran Premio d'Italia), Juan Manuel Fangio je u svom Maseratiju A6GCM doživio incident u kojem je slomio vrat. Fangio je preživio, al su ozlijede bile takve da je bilo sigurno da će propustiti ostatak sezone, te da neće doći u priliku obraniti svoju tituli iz 1951. Fangiov bivši momčadski kolega iz Alfa Romea prethodne dvije sezone, i pretendent na titulu 1950., Luigi Fagioli, doživio je incident na treningu za VN Monaka, koja od 1951. do 1954. nije bila dio kalendara Formule 1, a ove godine se vozila u bolidima sportskih automobila. Nažalost, Fagioli nije imao sreću kao Fangio, te je preminuo 18 dana nakon incidenta u bolnici u Monte Carlu.
Nakon izbivanja s Bremgartena, Alberto Ascari se opet pridružio Ferrariju u Europi, dok se Johnny Claes pridružio Gordiniju na samo jednu utrku. Nakon Švicarske, suvlasnik HW Motorsa, George Abecassis više nije nastupao na utrkama ove sezone. Uz Petera Collinsa i Lancea Macklina, HWM je doveo dvojicu belgijskih debitanata, sportskog novinara i vozača Paula Frèrea, te Rogera Laurenta koji je prije toga radio za Ecurie Francorchamps. Prošlogodišnji bolid HWM 51 na ovoj utrci je koristio i debitant Tony Gaze, australski pilot u Drugom svjetskom ratu i prvi Australac u Formuli 1. Stirling Moss je napustio HWM te s pridružio ERA-i. Nakon što su prethodne dvije sezone nastupali samo kao konstruktori, odnosno prodavali svoje bolide privatnim momčadima, English Racing Automobiles Ltd se u Belgiji prvi put odlučio da uđe u natjecanje kao momčad, a novi bolid ERA G-Type je dizajnirao vozač Leslie Johnson. No njihov prvi nastup kao momčad u Formuli 1, ostao je zasjenjen smrću njihovog tehničkog savjetnika Camerona Earla, koji je poginuo testirajući bolid na stazi pokraj Nuneatona u Engleskoj, nekoliko dana prije utrke.
Kvalifikacije
Kvalifikacije su protekle u dominaciji Ferrarija. Alberto Ascari je stigao do svog prvog pole positiona ove sezone i trećeg u Formuli 1. Njegovo vrijeme od 4 minute i 37 sekundi, bilo je 3 sekunde brže od vremena drugoplasiranog Nina Farine, i 9 sekundi brže od Piera Taruffija na trećem mjestu. Robert Manzon i Jean Behra su se kvalificirali kao četvrti i peti, dok su druga dva Gordinijeva vozača Prince Bira i Johnny Claes, u starijim Gordinijevim modelima, zauzeli tek 18. i 19. poziciju. Odličan debitantski nastup u kvalifikacijama je imao Mike Hawthorn, koji je svoj Cooper T20 kvalificirao na šestu poziciju. Njegovo vrijeme od 4 minute i 58 sekundi, bilo je 9 sekundi brže od vremena Alana Browna na devetoj poziciji u istom modelu, koji je imao veliki incident u kvalifikacijama, ali bez većih posljedica, i čak 13 sekundi brže od Erica Brandona na 12. poziciji u trećem Cooper T20 modelu. Stirling Moss u ERA-i je tokom gotovo cijelih kvalifikacija imao problema s motorom. Ipak, Moss je na kraju uspio izboriti desetu poziciju. Još jedan odličan debitantski nastup je imao Paul Frère, koji je svoj HWM 52 kvalificirao na osmo mjesto, s 4 sekunde bržim vremenom od Petera Collinsa na 11. mjestu u istom modelu. Za razliku od Frèrea, njegov sunarodnjak Charles de Tornaco, imao je razočaravajuće kvalifikacije. Tornaco je u identičnom modelu Ferrari 500, kakvi su vozili Ferrarijevi vozači, bio 37,5 sekundi sporiji od Ascarija, te je zauzeo 13. poziciju. Nakon što je u svojoj prvoj prvenstvenoj utrci u Formuli 1 stigao do bodova, Ken Wharton u Frazer Nashu FN48 je odradio dobre kvalifikacije na Spa-Francorchampsu, te se kvalificirao kao sedmi.
Utrka
Iako su se kvalifikacije vozile po suhoj stazi, na utrci je padala kiša. Utrku je poveo Jean Behra ispred Alberta Ascarija i Nina Farine. Piero Taruffi je imao problema s pokretanjem svog bolida na startu, te je pao s trećeg na deveto mjesto. Zbog izbjegavanja Taruffija, Robert Manzon je također pao s četvrtog na osmo mjesto. To su iskoristili Mike Hawthorn, Ken Wharton, Paul Frère i Alan Brown, koji su napredovali, svaki po dvije pozicije. Stirling Moss je i ovoga puta dobro startao, te napredovao s desetog na peto mjesto. No zbog problema na Bristolovom BS1 L6 2.0 motoru, Mossovi stražnji kotači su zablokirali, te je Britanac izletio sa staze i odustao već u prvom krugu. Dobar start je imao i Robin Montgomerie-Charrington u svom prvom i jedinom nastupu u Formuli 1. On se s 15. pozicije probio na 10. mjesto.
U nastavku utrke, Ferrarijevi vozači su nastavili vršiti pritisak na vodećeg Behru. U drugom krugu na izlasku iz La Sourcea, Behra se izvrtio, sto su Ascari i Farina iskoristili, te zasjeli na prvo i drugo mjesto. U 3. krugu odustao je Peter Collins zbog problema s prijenosnikom. Tri kruga kasnije, identičan problem na Ferrariju 500 je bio uzrok odustajanja Louisa Rosiera, koji je startao sa 17. pozicije, a u trenutku odustajanja se nalazio na 19. mjestu. Nakon lošeg starta, Taruffi je počeo napredovati kroz grid, te se u 4. krugu našao na četvrtoj poziciji. Napredovao je i Manzon, koji je u 2. krugu pretekao Browna, a u 3. krugu Frèrea za sedmo mjesto.
S tri vozača izvan utrke, poredak u 9. krugu je izgledao: 1. Alberto Ascari (Ferrari), 2. Nino Farina (Ferrari), 3. Jean Behra (Gordini), 4. Piero Taruffi (Ferrari), 5. Mike Hawthorn (Cooper-Bristol), 6. Ken Wharton (Frazer Nash-Bristol), 7. Robert Manzon (Gordini), 8. Paul Frère (HWM-Alta), 9. Alan Brown (Cooper-Bristol), 10. Robin Montgomerie-Charrington (Aston-Butterworth), 11. Johnny Claes (Gordini), 12. Lance Macklin (HWM-Alta), 13. Prince Bira (Simca-Gordini), 14. Roger Laurent (HWM-Alta), 15. Charles de Tornaco (Ferrari), 16. Eric Brandon (Cooper-Bristol), 17. Robert O'Brien (Simca-Gordini), 18. Arthur Legat (Veritas), 19. Tony Gaze (HWM-Alta).
Kako je utrka odmicala, kiša je postajala sve jača. Veliki incident u 10. krugu je imao Wharton. On je izletio u Stavelotu, te probio ogradu koja je bila napravljena od bodljikave žice. Srećom, Wharton je prošao samo s posjekotinama i modricama. U međuvremenu, Taruffi se približio Behri na trećem mjestu, no unatoč bržem Ferrariju u odnosu na Gordini, Taruffi nije nalazio načina da pretekne Behru deset krugova. Kada ga je napokon pretekao, Taruffi se izvrtio u zavoju Malmedy. Behra ga je pokušao izbjeći, ali bezuspješno. Udario je u Taruffija, te su oba vozača završila u jarku pokraj staze. Iako su obojica izašla iz olupine svojih bolida neozlijeđeni, i Taruffi i Behra su naravno bila izvan utrke. Krug nakon, Manzon je pretekao Hawthornea na trećem mjestu, kada je Britanac bio prisiljen otići u boks zbog curenja goriva.
Sa 16 vozača u utrci od 22 koliko ih je startalo, poredak u 14. krugu je izgledao: 1. Alberto Ascari (Ferrari), 2. Nino Farina (Ferrari), 3. Robert Manzon (Gordini), 4. Mike Hawthorn (Cooper-Bristol), 5. Paul Frère (HWM-Alta), 6. Alan Brown (Cooper-Bristol), 7. Robin Montgomerie-Charrington (Aston-Butterworth), 8. Johnny Claes (Gordini), 9. Prince Bira (Simca-Gordini), 10. Eric Brandon (Cooper-Bristol), 11. Roger Laurent (HWM-Alta), 12. Charles de Tornaco (Ferrari), 13. Lance Macklin (HWM-Alta), 14. Arthur Legat (Veritas), 15. Robert O'Brien (Simca-Gordini), 16. Tony Gaze (HWM-Alta).
Do kraja utrke, odustao je samo još Montgomerie-Charrington. Njegov solidni jedini nastup u Formuli 1, završio je u 17. krugu zbog kvara motora. Od 14. kruga do posljednjeg 36. kruga utrke, jedini vozač koji je pretjecao na stazi je bio Charles de Tornaco u momčadi Ecurie Francorchamps. Tornacov Ferrari 500 kao da je odjednom proradio nakon loših kvalifikacija i prvog dijela utrke. Redom je pretjecao: Rogera Laurenta u 15. krugu, Erica Brandona u 21. krugu, Princa Biru u 22. krugu, te u 32. krugu sunarodnjaka Johnnyja Claesa na sedmom mjestu. Došao je blizu osvajača bodova, ali vremena više nije bilo. Ascari je ostvario jednu od najdominantnijih pobjeda Formule 1 po kiši. U cilj je ušao s 1 minutom i 55,2 sekunde prednosti ispred Farine. Već u drugom krugu je odvezao vrijeme, koje se kasnije pokazalo kao najbrži krug utrke. S pobjedom i najbržim krugom, odnosno devet osvojenih bodova, Ascari se izjednačio s Taruffijem u poretku vozača. Trećeplasirani Manzon je bio posljednji vozač sa zaostatkom od 4 minute i 28,4 sekunde, koji je utrku završio u istom krugu kao Ascari i Farina. Hawthorn i Frère na četvrtom i petom mjestu, su u svojim prvim prvenstvenim utrkama Formule 1 osvojili bodove. Bez bodova su ostali Brown, de Tornaco i Claes, kao i Brandon, Bira i Macklin. Začelje je pripalo četvorici debitanata. Laurent je završio na 12. mjestu. Belgijanac, koji je startao s 20. pozicije, na kraju prvog kruga je bio na 15. mjestu, a utrci nije uspijevao biti više od 11. mjesta. Njegov sunarodnjak Arthur Legat je završio na 13. poziciji s pet krugova zaostatka, nakon 21. mjesta u kvalifikacijama. Posljednja dva mjesta, sa šest krugova zaostatka, pripala su Robertu O'Brienu kojemu je ovo bio jedini nastup u Formuli 1 i koji je startao na posljednjem 22. mjestu, te Tonyju Gazeu kojeg je u posljednjim fazama utrke udarila ptica u letu. Gaze je prošao neozlijeđeno, dok za stanje ptice nema informacija.
| Poredak vozača nakon utrke | Poredak vozača nakon utrke | Poredak vozača nakon utrke |
| -------------------------- | -------------------------- | -------------------------- |
| 1.                         | Piero Taruffi              | 9                          |
| 2.                         | Alberto Ascari             | 9                          |
| 3.                         | Troy Ruttman               | 8                          |
| 4.                         | Jim Rathmann               | 6                          |
| 5.                         | Nino Farina                | 6                          |

### Rouen-les-Essarts
Kvalifikacije
Utrka
| Poredak vozača nakon utrke | Poredak vozača nakon utrke | Poredak vozača nakon utrke |
| -------------------------- | -------------------------- | -------------------------- |
| 1.                         | Alberto Ascari             | 18                         |
| 2.                         | Piero Taruffi              | 13                         |
| 3.                         | Nino Farina                | 12                         |
| 4.                         | Troy Ruttman               | 8                          |
| 5.                         | Robert Manzon              | 7                          |

### Silverstone
Kvalifikacije
Utrka
| Poredak vozača nakon utrke | Poredak vozača nakon utrke | Poredak vozača nakon utrke |
| -------------------------- | -------------------------- | -------------------------- |
| 1.                         | Alberto Ascari             | 27                         |
| 2.                         | Piero Taruffi              | 19                         |
| 3.                         | Nino Farina                | 12                         |
| 4.                         | Troy Ruttman               | 8                          |
| 5.                         | Robert Manzon              | 7                          |

### Nürburgring
Kvalifikacije
Utrka
| Poredak vozača nakon utrke | Poredak vozača nakon utrke | Poredak vozača nakon utrke |
| -------------------------- | -------------------------- | -------------------------- |
| 1.                         | Alberto Ascari             | 36                         |
| 2.                         | Piero Taruffi              | 22                         |
| 3.                         | Nino Farina                | 18                         |
| 4.                         | Rudi Fischer               | 10                         |
| 5.                         | Troy Ruttman               | 8                          |

### Zandvoort
Kvalifikacije
Utrka
| Poredak vozača nakon utrke | Poredak vozača nakon utrke | Poredak vozača nakon utrke |
| -------------------------- | -------------------------- | -------------------------- |
| 1.                         | Alberto Ascari             | 36                         |
| 2.                         | Nino Farina                | 24                         |
| 3.                         | Piero Taruffi              | 22                         |
| 4.                         | Rudi Fischer               | 10                         |
| 5.                         | Mike Hawthorn              | 10                         |

### Monza
Kvalifikacije
Utrka
| Poredak vozača nakon utrke | Poredak vozača nakon utrke | Poredak vozača nakon utrke |
| -------------------------- | -------------------------- | -------------------------- |
| 1.                         | Alberto Ascari             | 36                         |
| 2.                         | Nino Farina                | 24                         |
| 3.                         | Piero Taruffi              | 22                         |
| 4.                         | Rudi Fischer               | 10                         |
| 5.                         | Mike Hawthorn              | 10                         |

## Sistem bodovanja
Sistem bodovanja u Formuli 1
| Mjesto       | Bodovi |
| ------------ | ------ |
| 1.           | 8      |
| 2.           | 6      |
| 3.           | 4      |
| 4.           | 3      |
| 5.           | 2      |
| Najbrži krug | 1      |

- Samo 4 najbolja rezultata u 8 utrka su se računala za prvenstvo vozača.

## Rezultati utrka
| Poz. | Br. | Vozač         | Konstruktor         | Vrijeme          | Grid | Bodovi |
| ---- | --- | ------------- | ------------------- | ---------------- | ---- | ------ |
| 1.   | 30  | Piero Taruffi | Ferrari             | 3 h 1 min 46,1 s | 2.   | 9      |
| 2.   | 42  | Rudi Fischer  | Ferrari             | + 2 min 37,2 s   | 5.   | 6      |
| 3.   | 6   | Jean Behra    | Gordini             | + 1 krug         | 7.   | 4      |
| 4.   | 22  | Ken Wharton   | Frazer Nash-Bristol | + 2 kruga        | 13.  | 3      |
| 5.   | 26  | Alan Brown    | Cooper-Bristol      | + 3 kruga        | 15.  | 2      |

| Najbrži krug | Piero Taruffi - 2 min 49,1 s |

| Poz. | Br. | Vozač        | Konstruktor              | Vrijeme            | Grid | Bodovi |
| ---- | --- | ------------ | ------------------------ | ------------------ | ---- | ------ |
| 1.   | 98  | Troy Ruttman | Kuzma-Offenhauser        | 3 h 52 min 41,88 s | 7.   | 8      |
| 2.   | 59  | Jim Rathmann | Kurtis Kraft-Offenhauser | + 4 min 2,33 s     | 10.  | 6      |
| 3.   | 18  | Sam Hanks    | Kurtis Kraft-Offenhauser | + 6 min 11,61 s    | 5.   | 4      |
| 4.   | 1   | Duane Carter | Lesovsky-Offenhauser     | + 6 min 48,34 s    | 6.   | 3      |
| 5.   | 33  | Art Cross    | Kurtis Kraft-Offenhauser | + 8 min 40,15 s    | 20.  | 2      |

| Najbrži krug | Bill Vukovich - 1 min 6,6 s |

| Poz. | Br. | Vozač          | Konstruktor    | Vrijeme          | Grid | Bodovi |
| ---- | --- | -------------- | -------------- | ---------------- | ---- | ------ |
| 1.   | 4   | Alberto Ascari | Ferrari        | 3 h 3 min 46,3 s | 1.   | 9      |
| 2.   | 2   | Nino Farina    | Ferrari        | + 1 min 55,2 s   | 2.   | 6      |
| 3.   | 14  | Robert Manzon  | Gordini        | + 4 min 28,4 s   | 4.   | 4      |
| 4.   | 8   | Mike Hawthorn  | Cooper-Bristol | + 1 krug         | 6.   | 3      |
| 5.   | 28  | Paul Frère     | HWM-Alta       | + 2 kruga        | 8.   | 2      |

| Najbrži krug | Alberto Ascari - 4 min 55,0 s |

| Poz. | Br. | Vozač               | Konstruktor   | Vrijeme          | Grid | Bodovi |
| ---- | --- | ------------------- | ------------- | ---------------- | ---- | ------ |
| 1.   | 8   | Alberto Ascari      | Ferrari       | 3 h 2 min 42,6 s | 1.   | 9      |
| 2.   | 10  | Nino Farina         | Ferrari       | + 1 krug         | 2.   | 6      |
| 3.   | 12  | Piero Taruffi       | Ferrari       | + 2 kruga        | 3.   | 4      |
| 4.   | 2   | Robert Manzon       | Gordini       | + 3 kruga        | 5.   | 3      |
| 5.   | 30  | Maurice Trintignant | Simca Gordini | + 5 krugova      | 6.   | 2      |

| Najbrži krug | Alberto Ascari - 2 min 17,3 s |

| Poz. | Br. | Vozač          | Konstruktor           | Vrijeme           | Grid | Bodovi |
| ---- | --- | -------------- | --------------------- | ----------------- | ---- | ------ |
| 1.   | 15  | Alberto Ascari | Ferrari               | 2 h 46 min 11,0 s | 2.   | 9      |
| 2.   | 17  | Piero Taruffi  | Ferrari               | + 1 krug          | 3.   | 6      |
| 3.   | 9   | Mike Hawthorn  | Cooper-Bristol        | + 2 kruga         | 7.   | 4      |
| 4.   | 6   | Dennis Poore   | Connaught-Lea-Francis | + 2 kruga         | 8.   | 3      |
| 5.   | 5   | Eric Thompson  | Connaught-Lea-Francis | + 3 kruga         | 9.   | 2      |

| Najbrži krug | Alberto Ascari - 1 min 52,0 s |

| Poz. | Br. | Vozač          | Konstruktor | Vrijeme          | Grid | Bodovi |
| ---- | --- | -------------- | ----------- | ---------------- | ---- | ------ |
| 1.   | 101 | Alberto Ascari | Ferrari     | 3 h 6 min 13,3 s | 1.   | 9      |
| 2.   | 102 | Nino Farina    | Ferrari     | + 14,1 s         | 2.   | 6      |
| 3.   | 117 | Rudi Fischer   | Ferrari     | + 7 min 10,1 s   | 6.   | 4      |
| 4.   | 103 | Piero Taruffi  | Ferrari     | + 1 krug         | 5.   | 3      |
| 5.   | 108 | Jean Behra     | Gordini     | + 1 krug         | 11.  | 2      |

| Najbrži krug | Alberto Ascari - 10 min 5,1 s |

| Poz. | Br. | Vozač           | Konstruktor    | Vrijeme           | Grid | Bodovi |
| ---- | --- | --------------- | -------------- | ----------------- | ---- | ------ |
| 1.   | 2   | Alberto Ascari  | Ferrari        | 2 h 53 min 28,5 s | 1.   | 9      |
| 2.   | 4   | Nino Farina     | Ferrari        | + 40,1 s          | 2.   | 6      |
| 3.   | 6   | Luigi Villoresi | Ferrari        | + 1 min 34,4 s    | 4.   | 4      |
| 4.   | 32  | Mike Hawthorn   | Cooper-Bristol | + 2 kruga         | 3.   | 3      |
| 5.   | 10  | Robert Manzon   | Gordini        | + 3 kruga         | 8.   | 2      |

| Najbrži krug | Alberto Ascari - 1 min 49,8 s |

| Poz. | Br. | Vozač                 | Konstruktor | Vrijeme           | Grid | Bodovi |
| ---- | --- | --------------------- | ----------- | ----------------- | ---- | ------ |
| 1.   | 12  | Alberto Ascari        | Ferrari     | 2 h 50 min 45,6 s | 1.   | 8,5    |
| 2.   | 26  | José Froilán González | Maserati    | + 1 min 1,8 s     | 5.   | 6,5    |
| 3.   | 16  | Luigi Villoresi       | Ferrari     | + 2 min 4,2 s     | 2.   | 4      |
| 4.   | 10  | Nino Farina           | Ferrari     | + 2 min 11,4 s    | 3.   | 3      |
| 5.   | 22  | Felice Bonetto        | Maserati    | + 1 krug          | 13.  | 2      |

| Najbrži krug | Alberto Ascari - 2 min 6,1 s José Froilán González - 2 min 6,1 s |

## Poredak vozača
| Mjesto | Vozač                 | Bodovi |   |   |   |   |   |   |   |     |
| ------ | --------------------- | ------ | - | - | - | - | - | - | - | --- |
| 1.     | Alberto Ascari        | 36     |   | – | 9 | 9 | 9 | 9 | 9 | 8,5 |
| 2.     | Nino Farina           | 24     | – |   | 6 | 6 | – | 6 | 6 | 3   |
| 3.     | Piero Taruffi         | 22     | 9 |   | – | 4 | 6 | 3 |   | –   |
| 4.     | Rudi Fischer          | 10     | 6 |   |   | – | – | 4 |   | –   |
| 5.     | Mike Hawthorn         | 10     |   |   | 3 | – | 4 |   | 3 | –   |
| 6.     | Robert Manzon         | 9      | – |   | 4 | 3 | – | – | 2 | –   |
| 7.     | Troy Ruttman          | 8      |   | 8 |   |   |   |   |   |     |
| 8.     | Luigi Villoresi       | 8      |   |   |   |   |   |   | 4 | 4   |
| 9.     | José Froilán González | 6,5    |   |   |   |   |   |   |   | 6,5 |
| 10.    | Jim Rathmann          | 6      |   | 6 |   |   |   |   |   |     |
| 11.    | Jean Behra            | 6      | 4 |   | – | – |   | 2 | – | –   |
| 12.    | Sam Hanks             | 4      |   | 4 |   |   |   |   |   |     |
| 13.    | Ken Wharton           | 3      | 3 |   | – |   | – |   | – | –   |
| 14.    | Dennis Poore          | 3      |   |   |   |   | 3 |   |   | –   |
| 15.    | Duane Carter          | 3      |   | 3 |   |   |   |   |   |     |
| 16.    | Alan Brown            | 2      | 2 |   | – |   | – |   |   | –   |
| 17.    | Maurice Trintignant   | 2      | – |   |   | 2 | – | – | – | –   |
| 18.    | Paul Frère            | 2      |   |   | 2 |   |   | – | – |     |
| 19.    | Felice Bonetto        | 2      |   |   |   |   |   | – |   | 2   |
| 20.    | Art Cross             | 2      |   | 2 |   |   |   |   |   |     |
| 21.    | Eric Thompson         | 2      |   |   |   |   | 2 |   |   |     |
| 22.    | Bill Vukovich         | 1      |   | 1 |   |   |   |   |   |     |
| Mjesto | Vozač                 | Bodovi |   |   |   |   |   |   |   |     |

- Alberto Ascari je osvojio ukupno 53,5 bodova, ali samo 36 bodova osvojenih u četiri najbolje utrke su se računali za prvenstvo vozača.
- Nino Farina je osvojio ukupno 27 bodova, ali samo 24 boda osvojena u četiri najbolje utrke su se računali za prvenstvo vozača.

| Boja | Značenje                                                  |
| ---- | --------------------------------------------------------- |
| 5    | Osvojeni bodovi koji su se računali za prvenstvo vozača   |
| 5    | Osvojeni bodovi koji se nisu računali za prvenstvo vozača |
| –    | Vozač nije osvojio bodove u utrci                         |
|      | Vozač nije nastupao na utrci                              |

## Kvalifikacije
| Poz. | ŠVI            | 500          | BEL         | FRA            | VBR            | NJE         | NIZ         | ITA         | Poz. |
| ---- | -------------- | ------------ | ----------- | -------------- | -------------- | ----------- | ----------- | ----------- | ---- |
| 1.   | Farina         | Agabashian   | Ascari      | Ascari         | Farina         | Ascari      | Ascari      | Ascari      | 1.   |
| 2.   | Taruffi        | Linden       | Farina      | Farina         | Ascari         | Farina      | Farina      | Villoresi   | 2.   |
| 3.   | Manzon         | McGrath      | Taruffi     | Taruffi        | Taruffi        | Trintignant | Hawthorn    | Farina      | 3.   |
| 4.   | Simon          | Nalon        | Manzon      | Behra          | Manzon         | Manzon      | Villoresi   | Trintignant | 4.   |
| 5.   | R. Fischer     | Hanks        | Behra       | Manzon         | Downing        | Taruffi     | Trintignant | González    | 5.   |
| 6.   | Collins        | Carter       | Hawthorn    | Trintignant    | Parnell        | R. Fischer  | Behra       | Taruffi     | 6.   |
| 7.   | Behra          | Ruttman      | Wharton     | Collins        | Hawthorn       | Pietsch     | Wharton     | Manzon      | 7.   |
| 8.   | De Graffenried | Vukovich     | Frère       | Bira           | Poore          | Klenk       | Manzon      | Simon       | 8.   |
| 9.   | Moss           | Griffith     | Brown       | Rosier         | Thompson       | Heeks       | Macklin     | Moss        | 9.   |
| 10.  | Abecassis      | Rathmann     | Moss        | Cabantous      | Bira           | Bonetto     | Hamilton    | Bayol       | 10.  |
| 11.  | Bira           | Stevenson    | Collins     | De Graffenried | Hamilton       | Behra       | Frère       | Behra       | 11.  |
| 12.  | Macklin        | Banks        | Brandon     | Schell         | G. Whitehead   | Riess       | Bianco      | Hawthorn    | 12.  |
| 13.  | Wharton        | Fonder       | De Tornaco  | P. Whitehead   | Brown          | Frère       | Downing     | Bonetto     | 13.  |
| 14.  | Stuck          | Connor       | Macklin     | Macklin        | Collins        | Gaze        | Van der Lof | R. Fischer  | 14.  |
| 15.  | Brown          | Schindler    | Charrington | Hawthorn       | R. Fischer     | Ulmen       | Flinterman  | Wharton     | 15.  |
| 16.  | Ulmen          | James        | Gaze        | Etancelin      | Moss           | Bianco      | Landi       | Rol         | 16.  |
| 17.  | Brandon        | Ball         | Rosier      | R. Fischer     | McAlpine       | Laurent     | De Tornaco  | Rosier      | 17.  |
| 18.  | Schell         | Hartley      | Bira        | Comotti        | Brandon        | Helfrich    | Moss        | Landi       | 18.  |
| 19.  | Hirt           | Ascari       | Claes       | Carini         | Salvadori      | Brudes      |             | Poore       | 19.  |
| 20.  | Rosier         | Cross        | Laurent     | Claes          | P. Whitehead   | Peters      |             | Brandon     | 20.  |
| 21.  | De Terra       | Bryan        | Legat       |                | Trintignant    | Aston       |             | Brown       | 21.  |
| 22.  | Trintignant    | Ward         | O'Brien     |                | Murray         | Niedermayr  |             | McAlpine    | 22.  |
| 23.  |                | Reece        |             |                | Claes          | Krause      |             | Cantoni     | 23.  |
| 24.  |                | Johnson      |             |                | Hirt           | Schoeller   |             | Bianco      | 24.  |
| 25.  |                | Scott        |             |                | Crook          | Balsa       |             |             | 25.  |
| 26.  |                | Rigsby       |             |                | Gaze           | Cantoni     |             |             | 26.  |
| 27.  |                | Miller       |             |                | Cantoni        | Carini      |             |             | 27.  |
| 28.  |                | Ayulo        |             |                | Bianco         | Krakau      |             |             | 28.  |
| 29.  |                | Webb         |             |                | Macklin        | Klodwig     |             |             | 29.  |
| 30.  |                | Bettenhausen |             |                | Aston          | Bechem      |             |             | 30.  |
| 31.  |                | Parsons      |             |                | De Graffenried | L. Fischer  |             |             | 31.  |
| 32.  |                | Sweikert     |             |                | Schell         | Claes       |             |             | 32.  |
| 33.  |                | McDowell     |             |                |                | Collins     |             |             | 33.  |
| 34.  |                |              |             |                |                | Merkel      |             |             | 34.  |

- VN Švicarske - Maurice Trintignant nije startao utrku.
- VN Velike Britanije - Bill Aston nije startao utrku.
- VN Njemačke - Willi Krakau, Ludwig Fischer, Peter Collins i Harry Merkel nisu startali utrku.
- VN Italije - Još 11 vozača se nije kvalificiralo za utrku (Charles de Tornaco, Alberto Crespo, Toulo de Graffenried, Peter Collins, Peter Whitehead, Tony Gaze, Bill Aston, Lance Macklin, Hans Stuck, Johnny Claes, Piero Dusio)

## Statistike
| Vozač                 | Postolja  | Postolja  | Postolja  | Prvo startno mjesto | Najbrži krug | Krugovi u vodstvu |
| Vozač                 | 1. mjesto | 2. mjesto | 3. mjesto | Prvo startno mjesto | Najbrži krug | Krugovi u vodstvu |
| --------------------- | --------- | --------- | --------- | ------------------- | ------------ | ----------------- |
| Alberto Ascari        | 6         | -         | -         | 5                   | 6            | 349               |
| Piero Taruffi         | 1         | 1         | 1         | -                   | 1            | 46                |
| Troy Ruttman          | 1         | -         | -         | -                   | -            | 44                |
| Nino Farina           | -         | 4         | -         | 2                   | -            | 16                |
| Rudi Fischer          | -         | 1         | 1         | -                   | -            | -                 |
| José Froilán González | -         | 1         | -         | -                   | 1            | 36                |
| Jim Rathmann          | -         | 1         | -         | -                   | -            | -                 |
| Luigi Villoresi       | -         | -         | 2         | -                   | -            | -                 |
| Jean Behra            | -         | -         | 1         | -                   | -            | 1                 |
| Sam Hanks             | -         | -         | 1         | -                   | -            | -                 |
| Robert Manzon         | -         | -         | 1         | -                   | -            | -                 |
| Mike Hawthorn         | -         | -         | 1         | -                   | -            | -                 |
| Fred Agabashian       | -         | -         | -         | 1                   | -            | -                 |
| Bill Vukovich         | -         | -         | -         | -                   | 1            | 150               |
| Jack McGrath          | -         | -         | -         | -                   | -            | 6                 |

| Konstruktor              | Postolja  | Postolja  | Postolja  | Prvo startno mjesto | Najbrži krug | Krugovi u vodstvu |
| Konstruktor              | 1. mjesto | 2. mjesto | 3. mjesto | Prvo startno mjesto | Najbrži krug | Krugovi u vodstvu |
| ------------------------ | --------- | --------- | --------- | ------------------- | ------------ | ----------------- |
| Ferrari                  | 7         | 6         | 4         | 7                   | 7            | 411               |
| Kuzma-Offenhauser        | 1         | -         | -         | -                   | -            | 44                |
| Kurtis Kraft-Offenhauser | -         | 1         | 1         | 1                   | 1            | 156               |
| Maserati                 | -         | 1         | -         | -                   | 1            | 36                |
| Gordini                  | -         | -         | 2         | -                   | -            | 1                 |
| Cooper-Bristol           | -         | -         | 1         | -                   | -            | -                 |

### Vodeći vozač u prvenstvu
U rubrici bodovi, prikazana je bodovna prednost vodećeg vozača ispred drugoplasiranog, dok je žutom bojom označena utrka na kojoj je vozač osvojio naslov prvaka.
| Utrka               | Vozač                        | Bodovi |
| ------------------- | ---------------------------- | ------ |
| VN Švicarske        | Piero Taruffi                | 3      |
| Indianapolis 500    | Piero Taruffi                | 1      |
| VN Belgije          | Piero Taruffi Alberto Ascari | 0      |
| VN Francuske        | Alberto Ascari               | 6      |
| VN Velike Britanije | Alberto Ascari               | 8      |
| VN Njemačke         | Alberto Ascari               | 14     |
| VN Nizozemske       | Alberto Ascari               | 12     |
| VN Italije          | Alberto Ascari               | 12     |

| Logotip Zajedničkog poslužitelja | Zajednički poslužitelj ima još gradiva o temi Formula 1 - Sezona 1952. |

| Sezone Formule 1 | Sezone Formule 1 |
| --- | ---------------- |
| |                  |
| 1950. \| 1951. \| 1952. \| 1953. \| 1954. \| 1955. \| 1956. \| 1957. \| 1958. \| 1959. 1960. \| 1961. \| 1962. \| 1963. \| 1964. \| 1965. \| 1966. \| 1967. \| 1968. \| 1969. 1970. \| 1971. \| 1972. \| 1973. \| 1974. \| 1975. \| 1976. \| 1977. \| 1978. \| 1979. 1980. \| 1981. \| 1982. \| 1983. \| 1984. \| 1985. \| 1986. \| 1987. \| 1988. \| 1989. 1990. \| 1991. \| 1992. \| 1993. \| 1994. \| 1995. \| 1996. \| 1997. \| 1998. \| 1999. 2000. \| 2001. \| 2002. \| 2003. \| 2004. \| 2005. \| 2006. \| 2007. \| 2008. \| 2009. 2010. \| 2011. \| 2012. \| 2013. \| 2014. \| 2015. \| 2016. \| 2017. \| 2018. \| 2019. 2020. \| 2021. \| 2022. \| 2023. \| 2024. \| 2025. \| 2026. \| 2027. \| 2028. \| 2029. |                  |

| Sezone Formule 1 | Sezone Formule 1 |
| --- | ---------------- |
| |                  |
| 1950. \| 1951. \| 1952. \| 1953. \| 1954. \| 1955. \| 1956. \| 1957. \| 1958. \| 1959. 1960. \| 1961. \| 1962. \| 1963. \| 1964. \| 1965. \| 1966. \| 1967. \| 1968. \| 1969. 1970. \| 1971. \| 1972. \| 1973. \| 1974. \| 1975. \| 1976. \| 1977. \| 1978. \| 1979. 1980. \| 1981. \| 1982. \| 1983. \| 1984. \| 1985. \| 1986. \| 1987. \| 1988. \| 1989. 1990. \| 1991. \| 1992. \| 1993. \| 1994. \| 1995. \| 1996. \| 1997. \| 1998. \| 1999. 2000. \| 2001. \| 2002. \| 2003. \| 2004. \| 2005. \| 2006. \| 2007. \| 2008. \| 2009. 2010. \| 2011. \| 2012. \| 2013. \| 2014. \| 2015. \| 2016. \| 2017. \| 2018. \| 2019. 2020. \| 2021. \| 2022. \| 2023. \| 2024. \| 2025. \| 2026. \| 2027. \| 2028. \| 2029. |                  |